# Hummer Team
Hummer Team  (chino: 悍馬小組) fue un desarrollador de videojuegos Bootleg con sede en Taiwán de que se fundó en 1992 y cerró en 2010.
Hummer Team fue fundada en la ciudad de Taipei, Taiwán en 1992 por Hummer Cheng, empleado que formó parte de Sachen. Un estudio de videojuegos Bootleg Originalmente se dedicó al desarrollo y publicación de ports-demake no autorizados de videojuegos para famiclon. El primer videojuego publicado por Hummer Team fue Jing Ke Xin Zhuan (1992) , un videojuego de rol. Con los lanzamientos de Kart Fighter (1993) y Somari (1994), la compañía comenzó a ganar atención. En los años actuales es admirada por la calidad de los juegos y los ports de juegos de la SNES o Sega Genesis.
A finales de la década de 1990 y principios de la década de 2000, Hummer Team experimentó problemas económicos porque tenía dificultades para desarrollar para juegos para la quinta generación de consolas de videojuegos. Esto provocó que Hummer comenzara a crear consolas de tipo plug and play y a trabajar en consolas más actuales que la Famicom, debido al paulatino desinterés y el abaratamiento de costos para la creación y venta bootleg de Sega Genesis y Super Nintendo. Algunas consolas plug and play destacables son el Samuri 60-in-1 y el Z-Dog, este último lanzado en 2006 por Zechess. La mayoría de sus consolas plug-n-play posteriores se basaron en una versión mejorada del hardware clon de NES  "VT03" de la empresa taiwanesa VR Technology.

## Reconocimiento (1992-2006)
El primer juego de Hummer Team, Jing Ke Xin Zhuan, fue lanzado en 1992. en Argentina los juegos fueron publicados por, Yoko Soft , luego del lanzamiento de Street Fighter: The World Warrior en 1993. sus juegos más conocidos de Hummer Team incluyen Street Fighter II: The World Warrior, un port sin licencia de Street Fighter II, Kart Fighter, un clon de Street Fighter que usa personajes de la serie Super Mario Bros., y Somari, un port del juego original Sonic the Hedgehog para Famiclon, con Mario en lugar de Sonic . Somari  fue el más infame de todos los juegos desarrollados, siendo objeto de burlas por parte de muchos creadores de contenido y periodistas de videojuegos por su mala física, la colocación modificada de objetos y el reemplazo de Sonic, y los niveles con dificultad injusta, es usado comúnmente como un ejemplo de los infames juegos bootleg  y un meme.

## Juegos
| Juego                                | Nombre chino             | Nota | Publicado |
| ------------------------------------ | ------------------------ | --- | --------- |
| Jing Ke Xin Zhuan                    | 荊軻新傳                 | Juego de rol en idioma chino. Primera producción del equipo Hummer. | 1992      |
| Street Fighter II: The World Warrior | 街頭霸王 II：世界勇士    | | 1992      |
| Street Fighter IV                    | 快打傳説                 | Un port mejorado de Street Fighter II, con nuevos personajes y ubicaciones. | 1993      |
| Kart Fighter                         | 瑪莉快打                 | Otro port de Street Fighter II, esta vez con el elenco de Super Mario Kart. | 1993      |
| Somari                               | 索馬里                   | Un port de Sonic the Hedgehog con Mario como personaje principal. | 1994      |
| Dragon Ball Z – Super Butoden 2      | 龍珠 Z – 超級武神 2      | | 1994      |
| Tekken                               | 鐵拳                     | | 1994      |
| Mortal Kombat III                    | 眞人快打 3               | En realidad, se trata de una versión del Mortal Kombat original, también conocido como Mortal Kombat IV. | 1994      |
| Aladdin                              | 阿拉丁                   | Basado en el título de Capcom lanzado para Super Nintendo Entertainment System. | 1995      |
| Super Mario World                    | 超级马里奥世界           | Un port del juego de SNES del mismo nombre. | 1995      |
| Sanguo Chunqiu: Sichuan Sheng        | 三國春秋 四川省          | | 1996      |
| Yuu Yuu Hakusho Final                | 宇宇白皮書終稿           | | 1996      |
| Street Fighter Zero 2 '96            | 街頭霸王零式 2 '96       | | 1996      |
| Street Fighter Zero 3 '97            | 街頭霸王零式 2 '97       | | 1997      |
| The King of Fighters '96             | 拳皇'96                  | | 1997      |
| Tiny Toon Adventures 6               | 小香椿歷險記 6           | Un port de Tiny Toon Adventures: Babs' Big Break, originalmente lanzado para Game Boy. | 1997      |
| Sonic & Knuckles 5                   | 索尼克與指關節 5         | Un hack de Somari que reemplaza a Mario con Sonic the Hedgehog. | 1997      |
| Donkey Kong Country 4                | 大金剛 4                 | Un port sin licencia de Donkey Kong Country, que se lanzó originalmente en SNES. | 1997      |
| Earthworm Jim 3                      | 蚯蚓吉姆 3               | Un port sin licencia de la versión de Sega Genesis de Earthworm Jim, publicada por NT. | 1997      |
| Final Fight 3                        | 最後的戰鬥 3             | un puerto del juego de SNES | 1998      |
| The King of Fighters '98             | 拳皇'98                  | | 1998      |
| Mortal Kombat 2                      | 眞人快打 2               | | 2000      |
| Mortal Kombat II special             | 眞人快打II 特別版        | | 2000      |
| King Fishing                         |                          | Un juego de pesca inspirado en Bass Fishing de Sega Bass Fishing. fue un encargo de Apollo Electronics para un dispositivo plug and play. con forma de caña de pescar. | 2001      |
| The Hummer                           | 悍馬                     | Un hack de Somari con un sprite de personaje alterado que se asemeja a la mascota del equipo Hummer, un caballo llamado Hummer.. | 2002      |
| Mortal Kombat 4                      | 眞人快打 4               | | 2003      |
| Titenic                              | 泰坦尼克號               | | 2003      |
| Mighty Morphin Power Rangers III     | 強大的嗎啡電力別動隊 III | | 2003      |
| Shin Samurai                         | 真侍魂II                 | | 2003      |
| Super New Year Cart 15-in-1          | 超强年度新卡             | Un multicart de Famicom publicado por ABAB Soft. Contiene versiones de juegos anteriores de Hummer Team modificadas para eliminar material protegido por derechos de autor, en particular Titenic. También contiene varios juegos originales que contienen elementos reutilizados de juegos anteriores. Se cree que fue creado para celebrar el Lunar New Year. | 2005      |
| Titenic Remake                       | 泰坦尼克號翻拍           | un remake del original Titenic. | 2005      |
| Z-Dog                                | Z狗                      | Una consola plug-and-play console publicada por Zechess. El último producto lanzado por Hummer Team antes de su cierre. | 2006      |